# Wheatstone-System

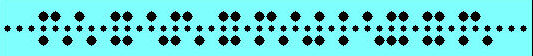
Ein Wheatstone slip mit dem Text „Wikipedia“

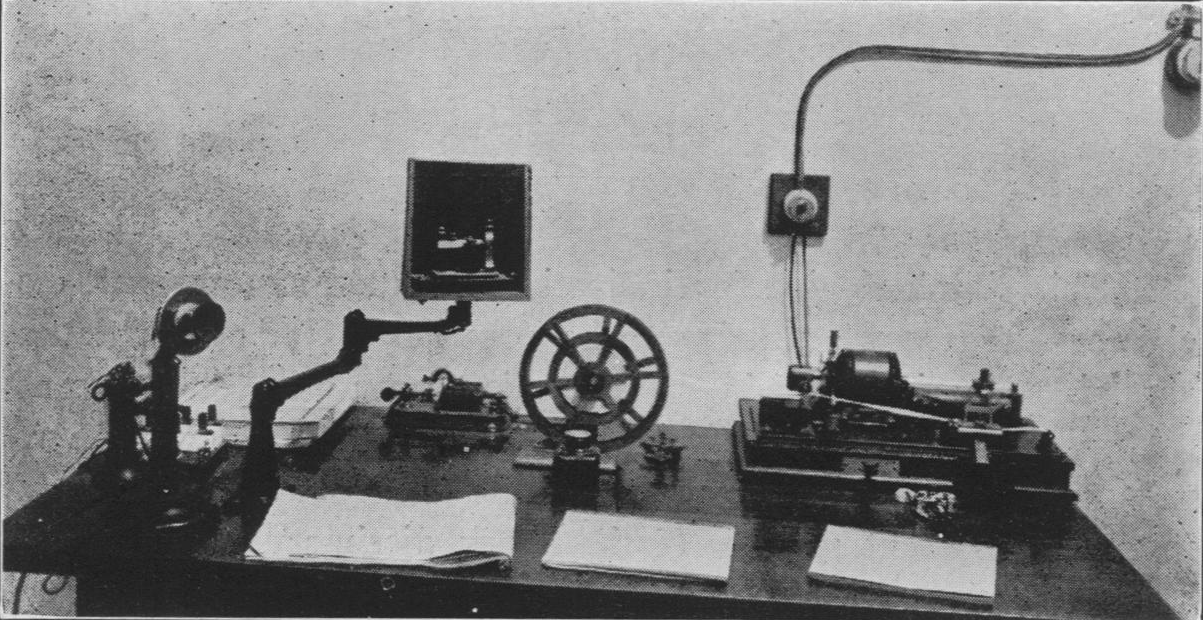
Perforator (rechts), in der Mitte eine Spule (Vorratsbehälter für das Band), links davon oben ein Klopfer (im Holzkasten), darunter eine Morsetaste sowie ganz links ein Telefon (1913)

Wheatstone-System bezeichnet ein historisches Verfahren sowie die dazugehörigen Geräte zum automatischen Senden von Morsecode. Hierbei wurde ein langer Papierstreifen, genannt Wheatstone tape oder Wheatstone slip (deutsch „Wheatstone-Band“), ähnlich dem etwas moderneren Lochstreifen, als Datenträger benutzt.

## Ursprung
Benannt ist es nach dem britischen Physiker Sir Charles Wheatstone (1802–1875), einer herausragenden Persönlichkeit der Elektrotechnik, vielseitigem Erfinder und Pionier der elektrischen Telegrafie, der dieses System und die dazugehörige Apparatur erfunden hat.

## Methode
Im Gegensatz zur traditionellen Übertragung von Morsezeichen mit Morsetaste, war der Zweck dieses Systems, den Morsecode mit hoher Geschwindigkeit (englisch high speed telegraphy) maschinell gesteuert zu senden. Hierzu wurde er vorab in Form von Löchern von Hand mithilfe eines Perforators (siehe auch: Reperforator) in den Papierstreifen gestanzt.
Während Lochstreifen für Fernschreiber, die nach dem Baudot-Code arbeiten, bis zu fünf Löcher pro Sprosse aufweisen (5‑Kanal-Lochstreifen), genügen zur Übermittlung von Morsecode zwei Löcher (2‑Kanal-Lochstreifen). Die etwas kleineren Löcher (Abstand 0,1 Zoll oder 2,54 mm) in der Mitte des Streifens (Bild) tragen keine Information, sondern dienen allein dem Transport des Streifens mithilfe eines Zahnrads. Informationsträger sind allein die etwas größeren Löcher ober- oder unterhalb der Transportlöcher. Dabei gibt es drei Fälle:

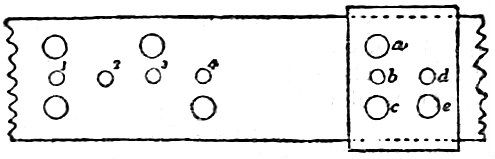
Ausschnitt eines Wheatstone slips

- Eine ungestanzte Sprosse (ohne Löcher) bedeutet ein Trennzeichen (Position 2 im Bild)
- Zwei senkrecht übereinander liegende Löcher bedeuten einen „Morse-Punkt“ ( · ).
- Zwei diagonal benachbarte Löcher bedeuten einen „Morse-Strich“ ( – ).

Technisch wird der Zeichensender durch den Lochstreifen so gesteuert, dass durch ein Loch in der oberen Hälfte ein Sendesignal aktiviert wird und durch ein Loch in der unteren Hälfte wieder gestoppt wird. Liegen die beiden Löcher unmittelbar übereinander (Position 1 im Bild) so wird nur ein kurzes Signal, also ein Punkt ( · ) gesendet. Liegen die beiden Löcher jedoch diagonal zueinander (Positionen 3 und 4), so dauert es länger, bis das Signal beendet wird und es entsteht ein Strich ( – ).
Der im Bild dargestellte Streifen (in der Realität etwa 12 mm breit) beginnt mit einem einzelnen Punkt ( · ), danach die Trennung und gefolgt von einem einzelnen Strich ( – ). Hier ist also die Buchstabenfolge E und T dargestellt. Die Löcher im eingerahmten rechten Teil gegen Ende des Streifens dienen nur zur Illustration der möglichen Lochpositionen und stellen in dieser Kombination kein gültiges Zeichen dar.
Die typische Übertragungsgeschwindigkeit des Systems im Simplex-Betrieb betrug etwa 100 WpM (Wörter pro Minute), also rund 500 BpM (Buchstaben pro Minute). Zum Vergleich: Eine übliche Geschwindigkeit im manuellen Betrieb mit einer Handtaste liegt bei etwa 20 WpM (100 BpM). Die Informationsübertragung mithilfe des Wheatstone-Systems gliedert sich in drei Schritte:

## Perforator
Im ersten Schritt ist der Lochstreifen (Slip) herzustellen. Dies geschieht manuell mithilfe eines speziellen Lochers, genannt Perforator, der jeweils (außer dem Transportloch) kein, ein oder zwei Löcher pro Sprosse stanzen kann. Frühe sogenannte Mallet-Perforatoren wurden mit einem einfachen Klopfwerkzeug (englisch mallet) bedient, ähnlich einem Gummihammer.

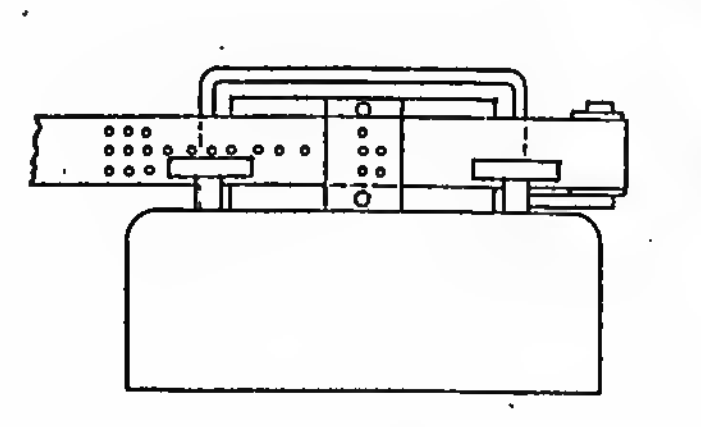
Mallet-Perforator (Zeichnung 1919)
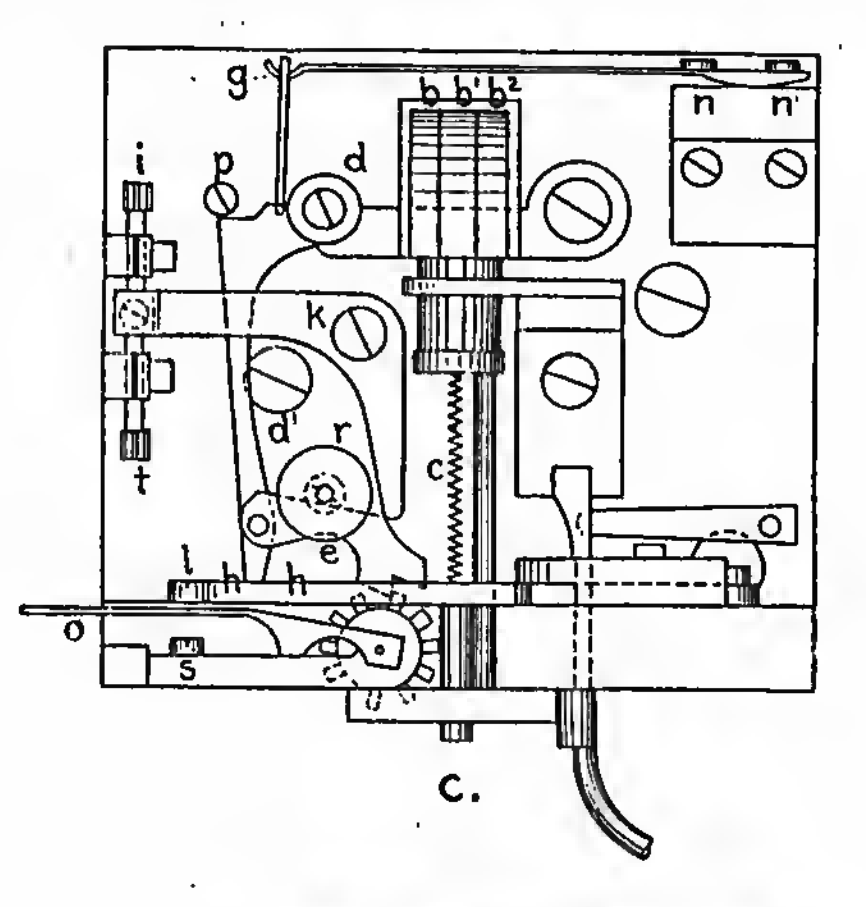
Perforator (Zeichnung 1919)
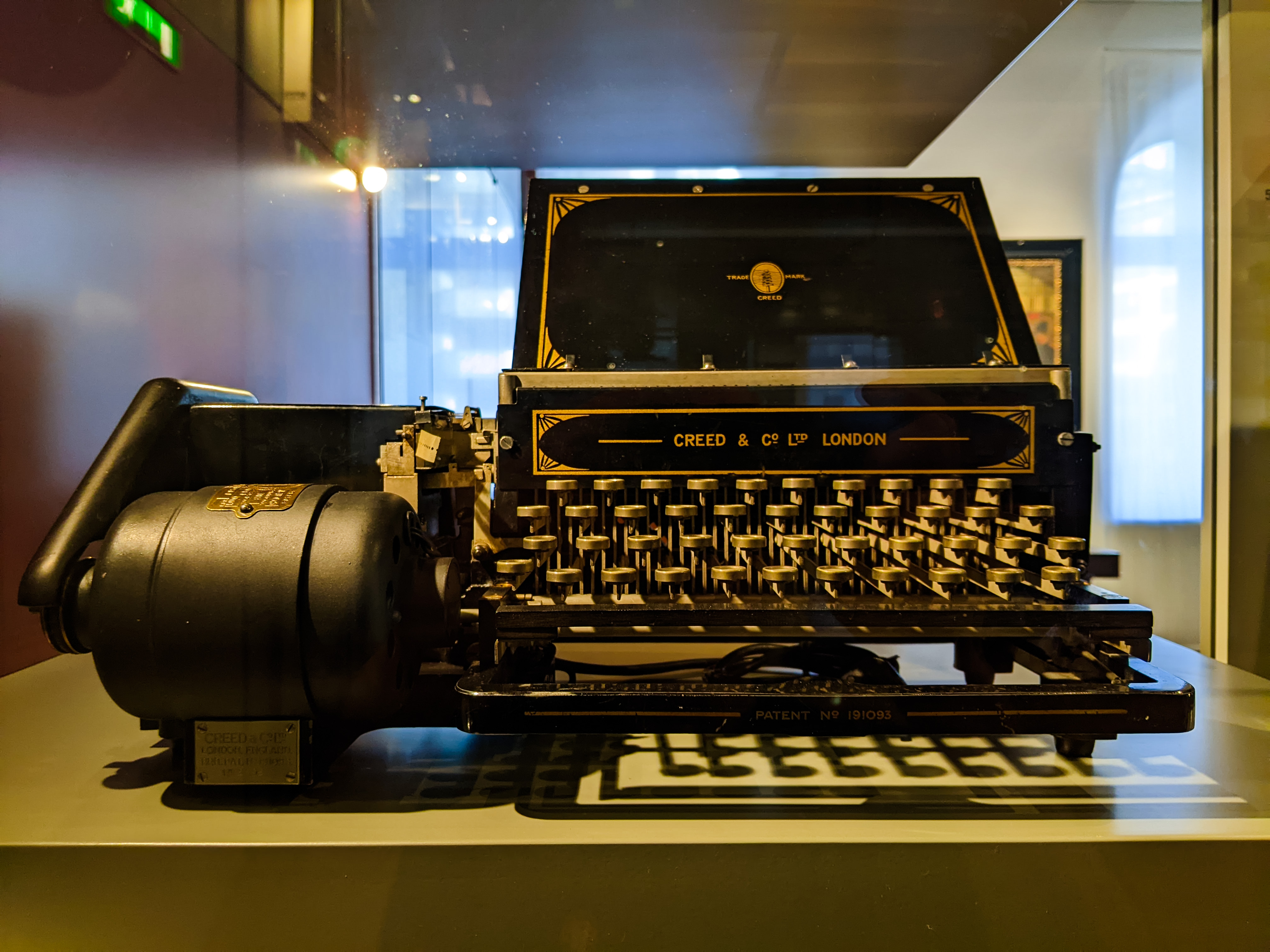
Kleinschmidt-Perforator (Creed um 1930)

Später wurden auch deutlich komfortablere Perforatoren entwickelt, bei denen statt einzelner Codeelemente der Text direkt über eine Schreibmaschinentastatur eingeben wurde und die dann maschinell den Lochstreifen stanzten. Dazu gehörte der sogenannte Kleinschmidt-Perforator (Bild), der um 1930 durch die im Londoner Stadtteil Croydon ansässige Firma Creed & Co hergestellt wurde.

## Sender
Im zweiten Schritt wurde der Slip in den Sendeapparat eingegeben. Dieser transportierte ihn automatisch und tastete dabei die Löcher ab. Entsprechend der erläuterten Methode wurde so maschinell Morsecode erzeugt und über eine Telegrafenlinie gesendet.

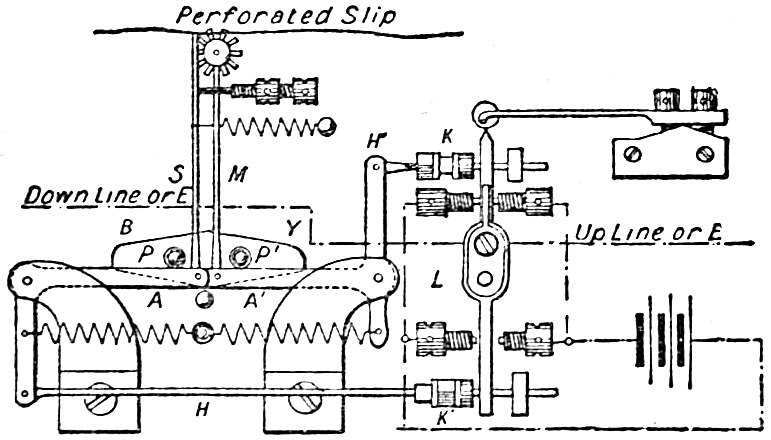
Sender (Zeichnung 1911)
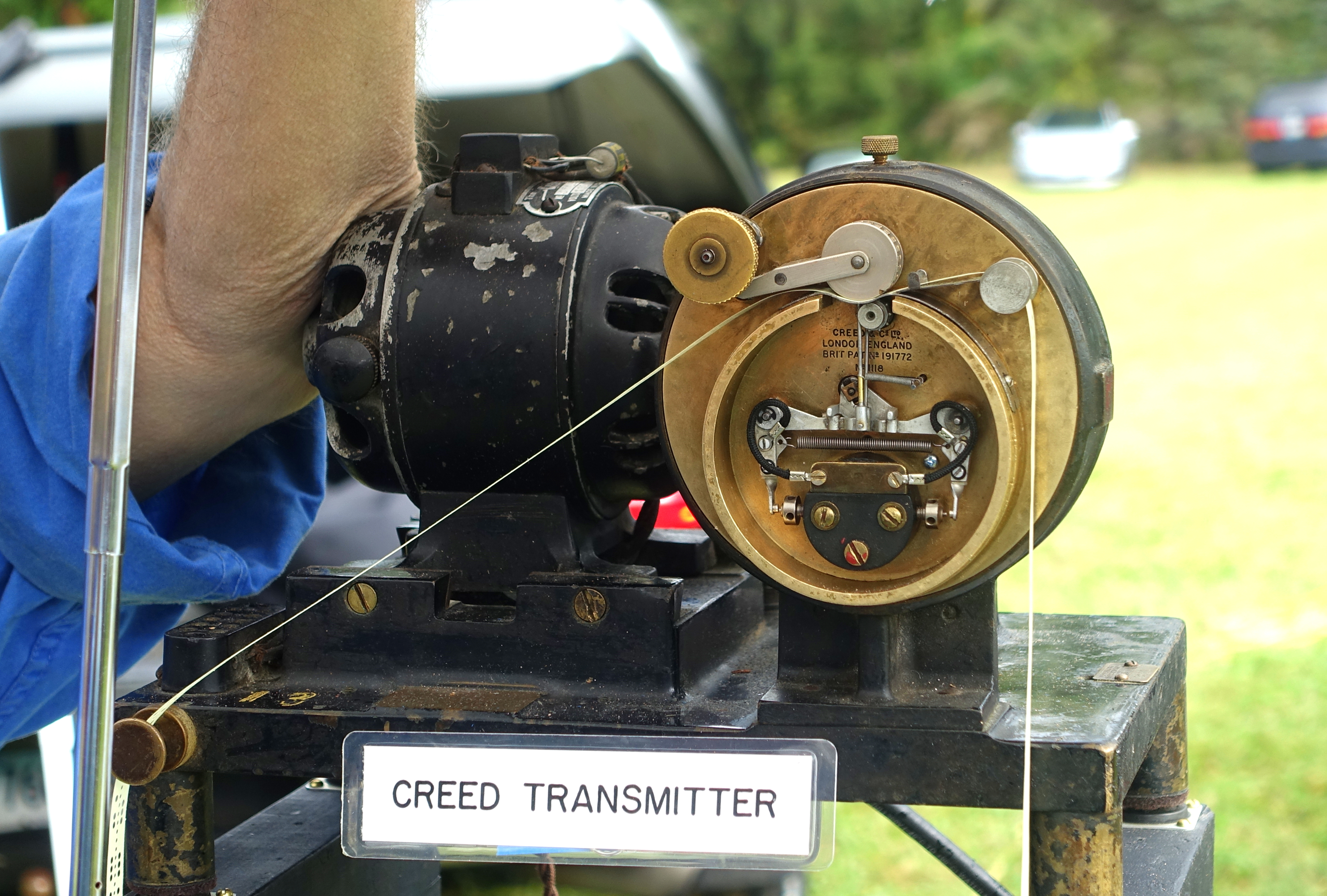
Sender (unten links ist die Lochung des Bandes zu erkennen)

## Empfänger

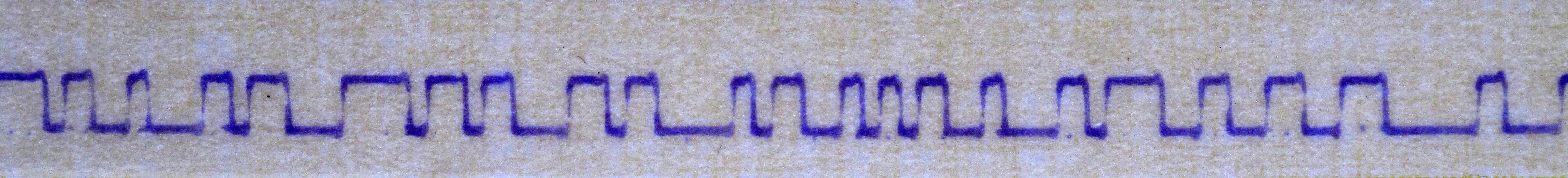
Ein Undulator tape (ca. 12 mm breit und viele Meter lang), wie es später verwendet wurde

Am Empfangsort befand sich ein Morseschreiber, ähnlich dem bekannten Schreibtelegrafen, der den empfangenen Morsecode als kurze und lange Markierungen mit Tinte auf einen langen Papierstreifen schrieb. Später wurden auch Undulatoren („Schwingungsschreiber“) zum Empfang von High Speed Morse (Hochgeschwindigkeitstelegrafie) eingesetzt, bei denen die Nachricht in Form eines Oszillogramms aufgezeichnet wurde.